# Équipe cycliste Medellín-EPM
L'équipe cycliste Medellín-EPM est une équipe cycliste colombienne créée en 2017 et ayant le statut d'équipe continentale depuis cette même année.

## Histoire de l'équipe

### Saison 2021
Même si l'équipe ne remporte pas pour la troisième année consécutive le classement de l'UCI America Tour, elle domine le calendrier cycliste colombien en remportant les deux épreuves les plus importantes en Colombie : le Tour de Colombie, en avril, par l'intermédiaire de José Tito Hernández et le Clásico RCN, fin octobre, grâce à Fabio Duarte. De plus, les trois épreuves de l'UCI America Tour 2021, auxquelles elle participe sont achevées par un podium individuel. Outre la victoire de José Tito Hernández au Tour de Colombie, Óscar Sevilla se classe deuxième du Tour du Táchira, en janvier et troisième de la Joe Martin Stage Race en août. Walter Vargas, quant à lui, s'impose dans les contre-la-montre de deux championnats : le championnat national en juin et le continental en août. 

### Saison 2022
Début novembre 2021, la formation annonce le renouvellement pour une saison du contrat qui l'unit au Colombo-espagnol Óscar Sevilla, encore deuxième du Clásico RCN 2021. Puis dans le courant du même mois, Aldemar Reyes, leader de la formation rivale EPM-Scott, vient renforcer l'effectif. Une semaine plus tard, Yeison Reyes, frère cadet du précédent, quitte lui-aussi les EPM-Scott pour rejoindre le Team Medellín. En décembre, deux membres de la formation Colnago CM Víctor Ocampo et Javier Jamaica rejoignent, eux aussi, l'effectif.
Au rayon des départs, fin novembre, Bernardo Suaza quitte l'équipe pour la formation SuperGiros-Alcaldía de Manizales. Puis en décembre, José Tito Hernández, vainqueur avec le Team Medellín du Clásico RCN 2020 et du Tour de Colombie 2021, est annoncé partant sur le compte twitter de la formation, tout comme Robinson Chalapud.

### Saison 2023
L'équipe offre un point de chute à Miguel Ángel López après la rupture de son contrat avec la formation Astana en décembre 2022. Un autre renfort l'avait précédé de quelques semaines, Danny Osorio en provenance du club Orgullo Paisa. Ils sont suivis en mars par Wilmar Paredes qui en termine avec une suspension de quatre ans pour dopage. La formation se sépare de Cristhian Montoya, qui trouve refuge chez les Équatoriens de Banco Guayaquil, et de Weimar Roldán (enrôlé par Corratec).
Avant que tous ces résultats soient annulés par l'UCI pour des violations des règles antidopage, Miguel Ángel López accomplit une véritable razzia dans les courses où il prend part. Il s'était adjugé, entre autres, le Tour de San Juan, le titre de champion de Colombie du contre-la-montre, la Vuelta al Tolima, le Tour Internacional a Catamarca (d)  et le Tour de Colombie (avec neuf des dix étapes).
Après les disqualifications de López, les autres membres de la formation ne sont pas moins prolifiques. Walter Vargas remporte cinq contre-la-montre de championnats (le championnat de Colombie, le championnat panaméricain, les Jeux panaméricains, les Jeux d'Amérique centrale et des Caraïbes et les XXII Juegos Deportivos Nacionales). Javier Jamaica s'impose au Grand Prix Chapín (d)  et récupère le titre du Tour de Catamarca. Óscar Sevilla remporte la Clásica de Rionegro, la Vuelta Bantrab, le Tour du Panama et le Tour de Hainan. S'ajoutent à cela le deuxième Clásico RCN consécutif pour Aldemar Reyes et le Grand Prix Guatemala pour Róbigzon Oyola.

### Saison 2024
Aldemar Reyes, double vainqueur du Clásico RCN, quitte la formation pour renforcer le Team Banco Guayaquil. Tandis qu'Óscar Sevilla resigne pour un an.

### Saison 2025
Javier Jamaica et Fabio Duarte ne sont pas conservés dans l'effectif. Tandis que la formation se renforce avec la venue de Diego Camargo et Álvaro Hodeg.

## Dopage
Le 25 juillet 2023, Miguel Ángel López est suspendu provisoirement par l'UCI pour des violations des règles antidopage datant des semaines précédant le Tour d'Italie 2022. Leader du Tour du Panama depuis sa victoire la veille, il se retire de la course. 
Il lui est reproché l'injection par intraveineuse de ménotropine (produit améliorant la force habituellement prescrit pour la fertilité) deux ou trois jours avant le départ du Tour d'Italie 2022. Cette injection lui aurait provoqué des inflammations, entrainant son abandon lors de la 4e étape. Cependant la juge demande que l'affaire soit classée, fautes de preuves directes. En février 2024, il est acquitté des charges devant le tribunal de Cáceres en Espagne, en attendant la décision de l'UCI. Celle-ci annonce une suspension de quatre ans, le 29 mai 2024, soit jusqu'au 24 juillet 2027. Il perd tous ses résultats obtenus entre le 3 mai 2022 et le 25 juillet 2023.

## Principales victoires

### Championnats internationaux
- Jeux panaméricains : 1
  - Contre-la-montre : Walter Vargas (2023)
- Championnats panaméricains sur route : 4
  - Contre-la-montre : 2018, 2021, 2023 et 2024 (Walter Vargas)

### Courses d'un jour
- Grand Prix de la Patagonie : José Tito Hernández (2020)
- Grand Prix Guatemala : Róbigzon Oyola (2023)
- Grand Prix Chapín : Javier Jamaica (2023)

### Courses par étapes
- Tour de la communauté de Madrid : Óscar Sevilla (2017)
- Tour d'Ankara : Brayan Ramírez (2017)
- Tour du Chili : Nicolás Paredes (2017)
- Tour de San Juan : Óscar Sevilla (2018)
- Tour du Michoacán : Nicolás Paredes (2018)
- Vuelta a la Independencia Nacional : Robinson Chalapud (2019)
- Tour de Chiloé : Óscar Sevilla (2019)
- Tour d'Uruguay : Walter Vargas (2019)
- Tour du lac Qinghai : Robinson Chalapud (2019)
- Tour de Colombie : Jonathan Caicedo (2018), Fabio Duarte (2019 et 2022) et José Tito Hernández (2021)
- Tour Bantrab : Óscar Sevilla (2023)
- Tour de Catamarca International : Javier Jamaica (2023)
- Tour de Hainan : Óscar Sevilla (2023)
- Jamaica International Cycling Classic : Wilmar Paredes (2024)
- Tour du Venezuela : Walter Vargas (2024)

### Championnats nationaux
- Championnats de Colombie sur route : 4
  - Contre-la-montre : 2021 et 2023 (Walter Vargas)
  - Course en ligne espoirs : 2019 (Harold Tejada)
  - Contre-la-montre espoirs : 2017 (Julián Cardona) et 2019 (Harold Tejada)

## Classements UCI
L'équipe participe aux épreuves des circuits continentaux et en particulier de l'UCI America Tour. Les tableaux ci-dessous présentent les classements de l'équipe sur les différents circuits, ainsi que son meilleur coureur au classement individuel.
UCI America Tour
| UCI America Tour | UCI America Tour       | UCI America Tour                          | UCI America Tour |
| Année            | Classement par équipes | Meilleur coureur au classement individuel |                  |
| ---------------- | ---------------------- | ----------------------------------------- | ---------------- |
| 2017             | 8e                     | Óscar Sevilla (17e)                       |                  |
| 2018             | 5e                     | Óscar Sevilla (36e)                       |                  |
| 2019             | 1er                    | Robinson Chalapud (16e)                   |                  |
| 2020             | 1er                    | Nicolás Paredes (49e)                     |                  |
| 2021             | 5e                     | Walter Vargas (45e)                       |                  |
| 2022             | 4e                     | Walter Vargas (33e)                       |                  |
| 2023             | 2e                     | Miguel Ángel López (14e)                  |                  |
| 2024             | 2e                     | Wilmar Paredes (27e)                      |                  |
|                  |                        |                                           |                  |
| Source : UCI     |                        |                                           |                  |

UCI Europe Tour
| UCI Europe Tour | UCI Europe Tour        | UCI Europe Tour                           | UCI Europe Tour |
| Année           | Classement par équipes | Meilleur coureur au classement individuel |                 |
| --------------- | ---------------------- | ----------------------------------------- | --------------- |
| 2017            | 61e                    | Óscar Sevilla (116e)                      |                 |
| 2018            | 80e                    | Jonathan Caicedo (272e)                   |                 |
| 2019            | -                      | Óscar Sevilla (148e)                      |                 |
| 2020            | -                      | Óscar Sevilla (185e)                      |                 |
| 2021            | -                      | Óscar Sevilla (413e)                      |                 |
| 2022            | -                      | Óscar Sevilla (1395e)                     |                 |
| 2023            | -                      | Óscar Sevilla (174e)                      |                 |
| 2024            | -                      | Óscar Sevilla (1157e)                     |                 |
|                 |                        |                                           |                 |
| Source : UCI    |                        |                                           |                 |

L'équipe est également classée au Classement mondial UCI qui prend en compte toutes les épreuves UCI et concerne toutes les équipes UCI.
| Classement mondial | Classement mondial     | Classement mondial                        | Classement mondial |
| Année              | Classement par équipes | Meilleur coureur au classement individuel |                    |
| ------------------ | ---------------------- | ----------------------------------------- | ------------------ |
| 2017               | -                      | Óscar Sevilla (153e)                      |                    |
| 2018               | -                      | Jonathan Caicedo (388e)                   |                    |
| 2019               | 42e                    | Óscar Sevilla (181e)                      |                    |
| 2020               | 61e                    | Óscar Sevilla (222e)                      |                    |
| 2021               | 67e                    | Walter Vargas (472e)                      |                    |
| 2022               | 75e                    | Walter Vargas (420e)                      |                    |
| 2023               | 33e                    | Miguel Ángel López (154e)                 |                    |
| 2024               | 47e                    | Wilmar Paredes (221e)                     |                    |
|                    |                        |                                           |                    |
| Source : UCI       |                        |                                           |                    |

## Team Medellín-EPM en 2022
| Cycliste          | Date de naissance | Nationalité | Équipe 2021       |  |
| ----------------- | ----------------- | ----------- | ----------------- |  |
| Fabio Duarte      | 11 juin 1986      | Colombie    | Team Medellín-EPM |  |
| Javier Jamaica    | 2 mars 1996       | Colombie    | Colnago CM Team   |  |
| Cristhian Montoya | 4 août 1989       | Colombie    | Team Medellín-EPM |  |
| Víctor Ocampo     | 19 juin 1999      | Colombie    | Colnago CM Team   |  |
| Róbigzon Oyola    | 10 août 1988      | Colombie    | Team Medellín-EPM |  |
| Aldemar Reyes     | 22 avril 1995     | Colombie    | EPM-Scott (2020)  |  |
| Yeison Reyes      | 14 février 1997   | Colombie    | EPM-Scott (2020)  |  |
| Weimar Roldán     | 17 mai 1985       | Colombie    | Team Medellín-EPM |  |
| Brayan Sánchez    | 3 juin 1994       | Colombie    | Team Medellín-EPM |  |
| Óscar Sevilla     | 29 septembre 1976 | Espagne     | Team Medellín-EPM |  |
| Walter Vargas     | 16 avril 1992     | Colombie    | Team Medellín-EPM |  |